# Carlo Levi
Carlo Levi, född 29 november 1902 i Turin, Italien, död 4 januari 1975 i Rom, var en italiensk författare och målare, ursprungligen läkare.

## Biografi
Levi var son till den judiske läkaren Ercole Raffaele Levi och Anetta Treves, syster till socialistledaren Claudio Treves. Efter studentexamen 1917 studerade han medicin vid universitetet i Turin, där han tog examen 1924 med höga betyg. På universitetet träffade han Piero Gobetti, som initierade hans livslånga intresse för politisk aktivism.
Levi övergav dock aldrig helt sina medicinska studier och arbetade som assistent till professor Micheli vid universitetskliniken i Turin. Åren 1924–1928 fortsatte han sina specialiseringsstudier i Paris under bland annat professor Bourguignon. Han bestämde sig emellertid 1927 att ägna sitt liv åt måleri.
År 1929 var han med och grundade en antifascistisk rörelse som kallades Giustizia e Libertà och blev ledare för den italienska grenen tillsammans med Leone Ginzburg, en rysk jude från Odessa. Som ett resultat av hans aktivism och engagemang för antifascistiska rörelser blev Levi gripen och var 1935-1936 landsförvisad till Aliano (Gagliano i boken), en liten ort i provinsen Basilicata, då kallad Lucania. Under sin exil ägnade han stor del av sin tid åt sitt måleri.
Efter frigivningen flyttade han till Frankrike och bodde där från 1939 till 1941. År 1941 återvände han till Italien, men greps senare i Florens och internerades i Muratefängelset. Han släpptes efter Benito Mussolinis arrestering och sökte skydd på andra sidan gatan från Pitti Palace, där han skrev sin mest berömda bok Cristo si è fermato en Eboli, som skildrar exilen i Syditalien. Boken publicerades i Italien av Einaudi 1945. En film med samma titel regisserad av Francesco Rosi följde 1979.
Efter andra världskriget flyttade Levi till Rom och arbetade under en tid som redaktör för tidningen Italia Libera, organ för Partito d'Azione, en antifascistisk organisation som växte fram ur den republikanska traditionen. Han fortsatte att skriva och måla och ställde ut i Europa och USA. 
År 1963 valdes han till senaten som oberoende på en plats för kommunistpartiet. Han omvaldes till senaten 1968 och tjänstgjorde där till 1972.
Utöver verket Cristo si è fermato en Eboli kan nämnas L'orologio (1950) där handlingen förlagts till Rom åren efter andra världskriget, medan Le parole son o pietre (1955) är en reseskildring från Sicilien.

## På svenska
- Kristus stannade i Eboli (översättning Karin de Laval, Bonnier, 1948) (Cristo si è fermato en Eboli, 1945)
- Klockan (översättning Jesper Bjurström, Bonnier, 1953) (L'orologio, 1950)
- Orden är stenar: tre färder på Sicilien (översättning Håkan Bergstedt (dvs. Karin Hybinette), Bonnier, 1958) (Le parole son o pietre, 1955)